# قصص تراث شعبي يابانية
قصص فلكلورية يابانية هو الفلكلور والفنون الشعبية في اليابان، وهو متأثر تأثيرا كبيرا بالأديان الرئيسية في البلاد وهي الشنتو والبوذية، ويتضمن مجموعة متنوعة من الكائنات الخارقة، مثل بوديساتفا، كامي، يوكاي، أوني، كابا، تينغو، يوريه، التنينات، والحيوانات مع القوى الخارقة مثل كيتسونه، تانوكي (الراكون الكلب).

## قصص
بعض أشهر القصص الفلكلورية اليابانية تتضمن:
- كينتارو، الطفل الذهبي ذو القوى الخارقة
- موموتارو، طفل الدراقة
- أوراشيما تارو، الذي أنقذ السلحفاة وزار قاع البحر